# Kamal Abdullayev
Kamal Abdullayev (en azéri: Kamal Canbaxış oğlu Abdullayev ; né le 18 janvier 1927 à Bakou et mort le 6 décembre 1997 à Moscou) est un chef d'orchestre azerbaïdjanais, professeur, Artiste du peuple de la RSS d'Azerbaïdjan (1967).

## Formation
Kamal Janbakhich oghlu Abdullayev est diplômé de l'école secondaire de musique près le Conservatoire d'État d'Azerbaïdjan nommé d'après U.Hadjibeyov, avec une spécialisation en alto. En 1948, il est diplômé avec succès de l'école supérieure de musique. Kamal Abdullayev se rend à Moscou et obtient en 1952 son diplôme du Conservatoire d'État de Moscou du nom de P. I. Tchaïkovsky, avec une spécialisation en direction d'opéra symphonique.

## Carrière musicale
Il revient et travaille comme chef d'orchestre en chef du Théâtre académique d'opéra et de ballet d'Azerbaïdjan jusqu'en 1959. En 1959, il est invité en tant que chef d'orchestre du Théâtre d’Opera et du Ballet à Donetsk. Il met en scène l'opéra Mariage au monastère de S. Prokofiev.
Pour l'enregistrement de cet opéra, K.Abdullayev reçoit la Grande médaille d'or de la maison de disques parisienne en 1971.
De 1962 à 1969, il est le chef d'orchestre principal du Théâtre musical de Moscou de K С.Stanislavsky et V. È.Nemirovitch-Dantchenko.
Depuis 1970, il est le chef d'orchestre du Théâtre musical de Moscou K С. Stanislavsky et V. È. Nemirovitch-Dantchenko. Il enseigne à l'Institut de musique Gnessine. 
Depuis 1983 Kamal Abdullayev est professeur agrégé.